# Hochgimpling
Hochgimpling este o arie protejată (arie de protecție specială avifaunistică — SPA) din Austria întinsă pe o suprafață de 16,5 ha, integral pe uscat.

## Localizare
Centrul sitului Hochgimpling este situat la coordonatele 47°39′46″N 12°37′17″E / 47.6628°N 12.6214°E.

## Înființare
Situl Hochgimpling a fost declarat arie de protecție specială avifaunistică în aprilie 2000 pentru a proteja 5 specii de animale.

## Biodiversitate
Situată în ecoregiunea alpină, aria protejată nu include niciun habitat protejat.
La baza desemnării sitului se află mai multe specii protejate de  păsări (5): ciocănitoare neagră (Dryocopus martius), ciuvică (Glaucidium passerinum), ciocănitoare de munte (Picoides tridactylus), cocoșul de mesteacăn (Tetrao tetrix tetrix),  cocoș de munte (Tetrao urogallus).
Pe lângă speciile protejate, pe teritoriul sitului au mai fost identificate 2 specii de amfibieni, 1 specie de nevertebrate, 1 specie de reptile.